# Tantulocaridida
Tantulocaridida är en ordning av kräftdjur. Tantulocaridida ingår i klassen Maxillopoda, fylumet leddjur och riket djur.
Ordningen innehåller bara familjen Deoterthridae.